# Rathaus (Eslarn)

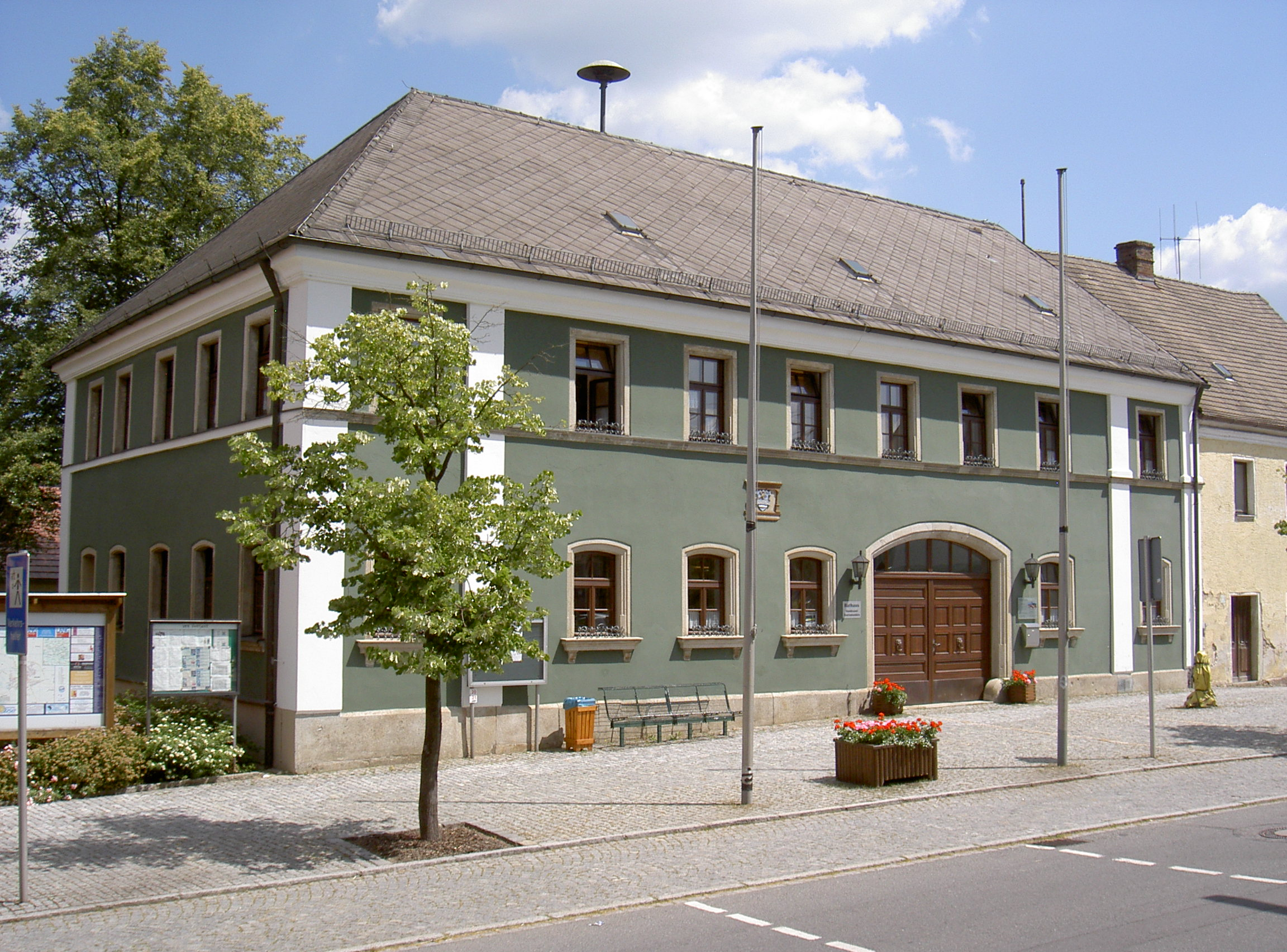
Rathaus in Eslarn

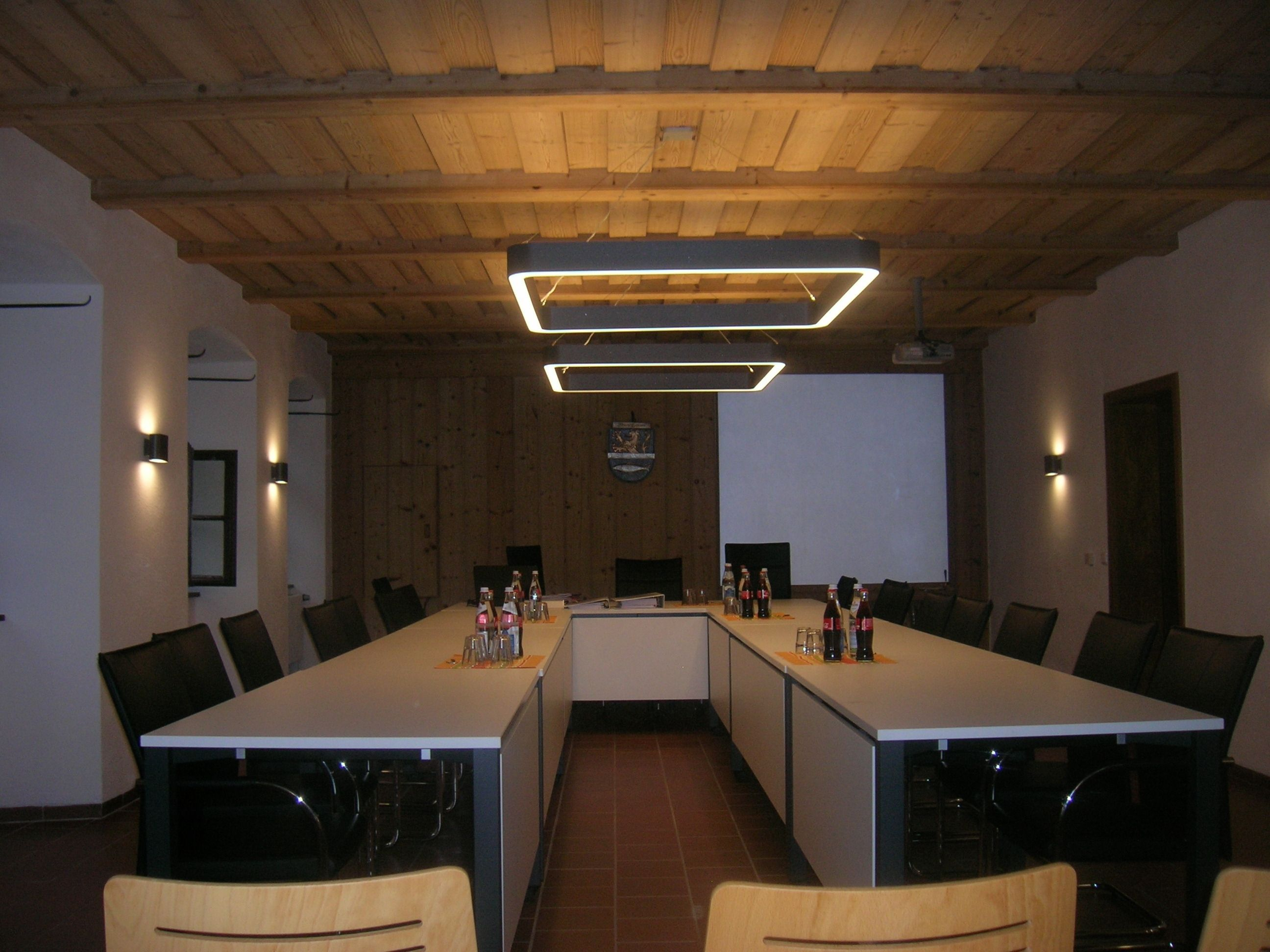
Sitzungszimmer im Rathaus Eslarn (Erdgeschoss)

Das Rathaus in Eslarn, einer Marktgemeinde im Oberpfälzer Landkreis Neustadt an der Waldnaab in Bayern, wurde im letzten Viertel des 19. Jahrhunderts errichtet. Das Rathaus am Marktplatz 1, das im Kern älter ist, wurde als Baudenkmal geschützt. 
Der zweigeschossige traufständige Flachsatteldachbau mit sechs zu acht Fensterachsen hat ein Dach, das nach Westen abgewalmt ist. 
Die Fenster und das rundbogige Tor sind mit Granit eingefasst. An der Fassade ist eine Wappentafel mit der Jahreszahl 1607 angebracht.